# Laverne & Shirley
Laverne & Shirley var en spinoffserie på TV-serien Gänget och jag. Cindy Williams spelade Shirley och Penny Marshall spelade Laverne. Serien skapades av Pennys bror, Garry Marshall, som också hade skapat Gänget och jag. Serien sändes i USA mellan 1976 och 1983. I Sverige har serien gått på Kanal 5.